# Ищенко, Василий Каленикович
Васи́лий Кале́никович И́щенко (1 января 1919, Трояны, Херсонская губерния — 3 июля 2004, Москва) — лётчик-ас, Герой Советского Союза (1945), полковник (1956).

## Биография
Родился 1 января 1919 года в селе Трояны. Украинец. В 1937 году окончил 7 классов школы в родном селе, в 1938 году — ФЗУ в Одессе. Работал токарем по металлу на заводе имени М. И. Калинина в Одессе. В 1939 году окончил Одесский аэроклуб.
В армии с сентября 1939 года. В феврале 1941 года окончил Одесскую военную авиационную школу лётчиков, в июне 1941 года — Чугуевскую военную авиационную школу лётчиков.
Участник Великой Отечественной войны: в августе-декабре 1941 — лётчик 182-го истребительного авиационного полка (Крымский фронт). Участвовал в обороне Крыма. В марте 1942 — мае 1945 — лётчик, командир звена и командир авиаэскадрильи 1-го гвардейского истребительного авиационного полка. Воевал на Калининском, Волховском, Степном, Брянском, 1-м Прибалтийском, 3-м Белорусском и 1-м Украинском фронтах. Участвовал в боях на ржевском направлении, прорыве блокады Ленинграда, Ржевско-Вяземской операции (1943), Курской битве, освобождении Белоруссии и Прибалтики, Сандомирско-Силезской, Нижнесилезской, Берлинской и Пражской операциях. 31 июля 1943 года был легко ранен в воздушном бою.
Всего за время войны совершил 318 боевых вылетов на истребителях ЛаГГ-3, «Харрикейн», Як-7Б, Як-1, Як-9 и Як-3, в 66 воздушных боях сбил лично 13 и в составе группы 5 (по другим данным — лично 14 и в составе группы 4) самолёта противника.
За мужество и героизм, проявленные в боях, Указом Президиума Верховного Совета СССР от 27 июня 1945 года гвардии майору Ищенко Василию Калениковичу присвоено звание Героя Советского Союза с вручением ордена Ленина и медали «Золотая Звезда».
В 1946 году окончил курсы при Липецкой высшей офицерской лётно-тактической школе ВВС. До 1952 года продолжал службу в строевых частях ВВС командиром авиаэскадрильи и заместителем командира истребительного авиаполка (в Центральной группе войск, Венгрия).
В 1956 году окончил Военно-воздушную академию (Монино). До октября 1957 года служил лётчиком-инспектором — начальником боевой подготовки истребительной авиации Управления боевой подготовки ВВС, в январе-июне 1958 — начальником штаба 706-го учебного авиационного полка Качинского военного авиационного училища лётчиков. С июля 1958 года полковник В. К. Ищенко — в запасе.
Работал на Центральном ремонтно-механическом заводе управления «Мосэнерго»: инженером (1966—1967), старшим инженером (1967—1969), начальником сектора отдела материально-технического снабжения (1969—1975) и старшим товароведом (1975—1984).
Жил в Москве. Умер 3 июля 2004 года. Похоронен на Троекуровском кладбище в Москве.

## Награды
- Медаль «Золотая Звезда» Героя Советского Союза (27.06.1945);
- орден Ленина (27.06.1945);
- 2 ордена Красного Знамени (4.09.1942; 5.04.1945);
- орден Александра Невского (6.09.1944);
- орден Отечественной войны 1-й степени (11.03.1985);
- орден Отечественной войны 2-й степени (6.08.1943);
- орден Красной Звезды (26.10.1955);
- медали;
- иностранные награды.